# Ancistrocladaceae
- Commons
- Wikispecies

Ancistrocladaceae Planch. ex Walp. 1851 é uma família de plantas angiospérmicas (plantas com flor - divisão Magnoliophyta), pertencente à ordem Caryophyllales.
A ordem à qual pertence esta família está por sua vez incluida na classe Magnoliopsida (Dicotiledóneas): desenvolvem portanto embriões com dois ou mais cotilédones.
Esta família é apenas composta por um género:Ancistrocladus Wall. .

## Espécies
O gênero Ancistrocladus possui 21 espécies reconhecidas atualmente.
- Ancistrocladus abbreviatus Airy Shaw
- Ancistrocladus attenuatus Dyer
- Ancistrocladus barteri Scott-Elliot
- Ancistrocladus benomensis Rischer & G.Bringmann
- Ancistrocladus congolensis J.Léonard
- Ancistrocladus ealaensis J.Léonard
- Ancistrocladus grandiflorus Cheek
- Ancistrocladus griffithii Planch.
- Ancistrocladus guineensis Oliv.
- Ancistrocladus hamatus (Vahl) Gilg
- Ancistrocladus heyneanus Wall. ex J.Graham
- Ancistrocladus ileboensis Heubl, Mudogo & G.Bringmann
- Ancistrocladus korupensis D.W.Thomas & Gereau
- Ancistrocladus le-testui Pellegr.
- Ancistrocladus likoko J.Léonard
- Ancistrocladus pachyrrhachis Airy Shaw
- Ancistrocladus robertsoniorum J.Léonard
- Ancistrocladus tanzaniensis Cheek & Frimodt-Møller
- Ancistrocladus tectorius (Lour.) Merr.
- Ancistrocladus uncinatus Hutch. & Dalziel
- Ancistrocladus wallichii Planch.